# Obléhání íránské ambasády

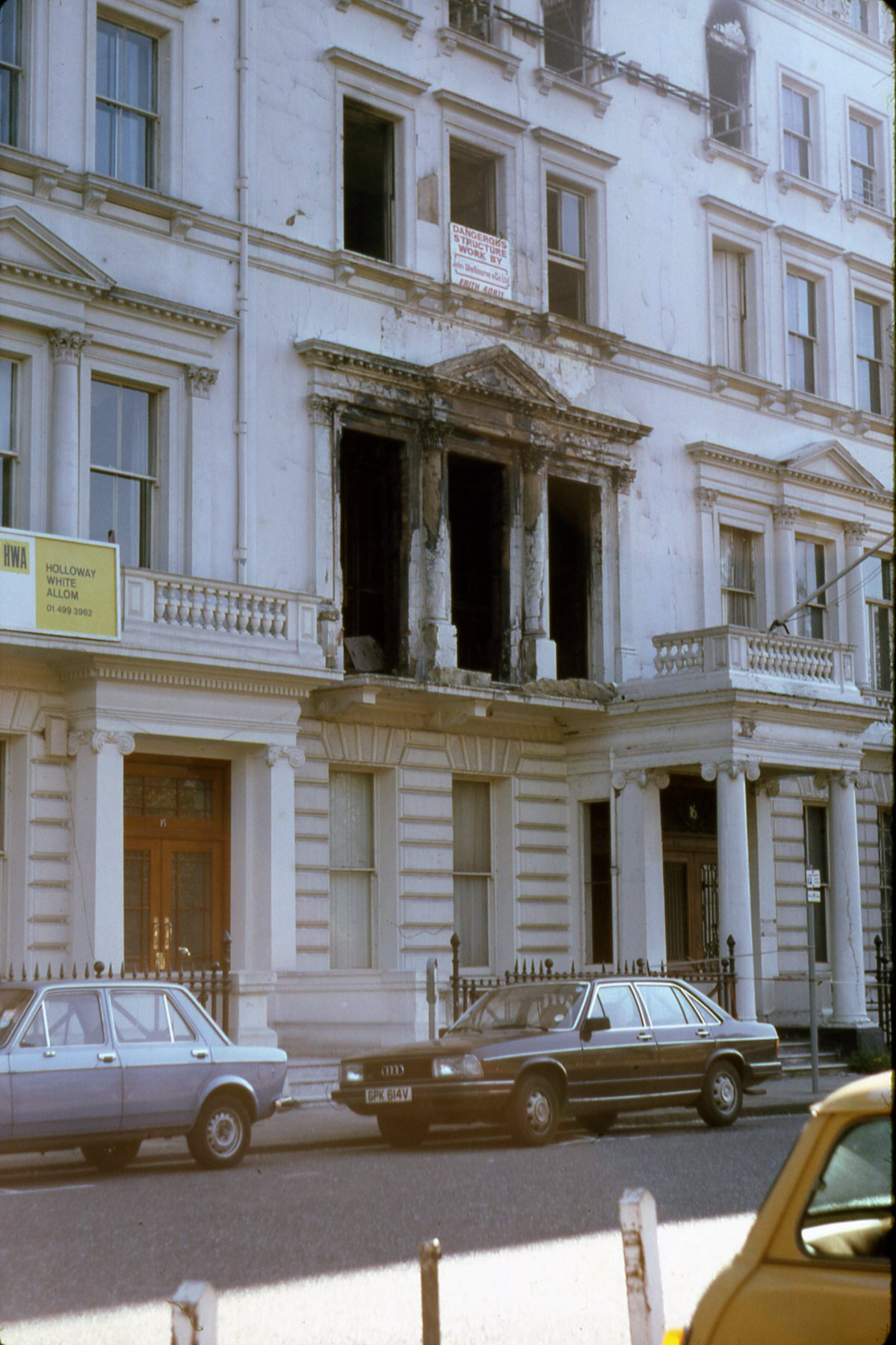
Poničená íránská ambasáda

K obléhání íránské ambasády v Londýně došlo v návaznosti na obsazení budovy íránského velvyslanectví v roce 1980 skupinou teroristů. Ukončeno bylo poté, co britské speciální jednotky Special Air Service (SAS) zaútočily na budovu při operaci nazvané Nimrod. Tento incident přivedl SAS do popředí světového zájmu, protože celá tato akce byla přehrávána v médiích.

## Obsazení ambasády
Dne 30. dubna 1980 v 11.30 obsadil šestičlenný teroristický tým, který se nazýval „Demokratické revoluční hnutí za osvobození Arabistánu“ (DRMLA), budovu Prince’s Gate v Jižním Kensigtonu v centrálním Londýně.
Teroristé nejprve požadovali autonomii regionů bohatých na ropu nacházejících se na jihu Íránu známých také jako Chúzistán; později požadovali propuštění devadesáti jedna svých druhů, údajných politických vězňů Irácké vlády, kteří byli drženi v íránských věznicích.
Dvacet šest rukojmích bylo zadrženo (včetně Trevora Locka, policejního konstábla, jehož úkolem bylo střežení hlavního vchodu a jednoho novináře rádia BBC), když teroristé poprvé zaútočili na budovu, ale pět jich bylo propuštěno během několika následujících dní. Policejní vyjednavači se pokusili uklidnit radikály pomocí dodávek jídla a cigaret, a třetího dne bylo na BBC odvysíláno prohlášení teroristů, které obsahovalo hrozbu zabití rukojmí. Irácký vůdce této teroristické jednotky své skupině slíbil, že Jordánský velvyslanec zasáhne v jejich prospěch a zajistí jim bezpečný odchod. Když začalo být jasné, že se tak nestane, situace na ambasádě se zhoršila.
Šestého dne obléhání zabili teroristé jednoho z rukojmích, tiskového atašé Abbase Lavasaniho, a vyhodili jeho tělo ven. To znamenalo vyhrocení situace a premiérka Margaret Thatcherová byla nucena přijmout opatření pro uskutečnění záchranné operace. Příkaz k sestavení Protirevoluční válečné jednotky (CRW), jež je odnoží SAS byl vydán již během několika prvních hodin obléhání. Když byl zastřelen první rukojmí, komisař metropolitní policie David McNee poslal na Ministerstvo obrany zprávu, sdělující, že tohle je nyní „vojenská operace“.
Zástupci médií se od začátku obléhání utábořili u kasáren SAS v Stirling Lines v Herefordu. CRW tým se ale v té době nacházel mimo základnu na cvičení a v terénu zůstal dokud nebyl povolán. Zástupci médií tudíž nemohli následovat jednotky SAS při cestě na ambasádu.
Zpravodajské týmy se ale nacházely také v okolí ambasády. Zpravodajské jednotce organizace ITN se za pomoci nedávno představené ENG kamery podařilo nasnímat zadní část ambasády. Byly to záběry z tohoto výhodného postavení, které na televizních obrazovkách živě ukázaly útok jednotek SAS na budovu poté, co jeden z televizních zpravodajů „dostal tip“.

## Útok SAS
Jako příprava na útok na budovu byly sníženy přistávací dráhy letadel na letišti Heathrow a British Gas zahájila hlučné vrtání v sousedící ulici, aby poskytli jednotkám SAS krytí při jejich přesunu na pozice. Před samotným útokem byli teroristé a rukojmí pozorováni pomocí optických sond, které se podařilo do budovy dostat přes společnou zeď sousedící budovy. Pro odposlech byly použity mikrofony instalované ve vedlejší budově. Útok byl dopředu nacvičen v maketě budovy, která byla postavena v nedalekých kasárnách v centrálním Londýně.
Útok začal 5. května 1980 v 19:23 (pondělí, státní svátek) detonací nálože na schodišti v zadní části budovy, dvacet tři minut poté, co bylo z budovy vyhozeno mrtvé rukojmí. Zároveň byla odstřižena dodávka elektrické energie do budovy. Někteří z vojáků SAS vnikli do ambasády přes střechu za pomocí výbušných zařízení, kterými odpálili střešní rámy. Pro zmatení teroristů během útoku byly použity omračující granáty a vojáci SAS byli ozbrojeni automatickými samopaly Heckler & Koch MP5.
Pět ze šesti teroristů bylo zabito a devatenáct rukojmích bylo zachráněno. Později se zjistilo, že jeden z teroristů byl zasažen 27 střelami. Jeden z rukojmích byl během útoku zabit teroristy. Jeden z příslušníků SAS, štábní seržant z Fidži, „Tak“ Takavesi, zůstal uvězněn ve své slaňovací výstroji při pokusu o vstup do budovy. Oheň, který vypukl po útoku omračujícími granáty, se k němu dostal dříve než se mu podařilo odříznout se, a Takavesi utrpěl lehké popáleniny. Ale i navzdory svým zraněním pokračoval Takavesi dál v operaci.
Po ukončení útoku se poslední přeživší ozbrojenec pokusil skrýt jako jeden z rukojmí, ale jeden ze skutečných rukojmí jej identifikoval. Jeden z příslušníků SAS jej chtěl vzít zpět do budovy, pravděpodobně aby jej zastřelil, ale zabránila mu v tom skutečnost, že celou záležitost sledovala média z celého světa.

## Následky
Objevily se kontroverzní názory na zabití několika teroristů, zvláště Shaie a Makkiho. Tito dva hlídali íránská rukojmí a před koncem útoku se rukojmím podařilo přesvědčit je, aby se vzdali. Svědkové potvrdili, že zahodili své zbraně a sedli si na podlahu s rukama za hlavou (záběry z venkovních videokamer ukázaly zbraně vyhozené z okna a vyvěšení bílé vlajky).
Dadgar, jeden z tehdejších rukojmí řekl následující (a dva další rukojmí to potvrdili):
„Poté ty dva teroristy zvedli, přitlačili je ke zdi a zastřelili je.“ ...[možná] něco měli ve svých kapsách, ale rozhodně v tu chvíli neměli žádné zbraně v rukou.“
Po ohledání mrtvol byli příslušníci SAS očištěni před porotou. Jeden z vojáků řekl, že si myslel, že Makki sahá po zbrani, a druhý řekl, že si myslel, že Shai má granát, a proto jej střelil zezadu do krku.
Margaret Thatcherová a její manžel Denis navštívili po incidentu vojáky SAS v kasárnách v Regent's Parku, aby jim poděkovali. „Tom“, jeden z přítomných vojáků SAS, později o setkání s Denisem Thatcherem řekl:
„Měl široký úsměv na tváři a řekl nám: ‘Nechali jste jednoho z těch bastardů žít’. V tomhle ohledu jsme zklamali.“
Fowzi Nejad byl usvědčen za účast na obléhání a byl odsouzen k doživotí. Byl oprávněn požádat o podmínečné propuštění v roce 2005. Když se blížil čas jeho podmínečného propuštění, komentátoři případu zaznamenali, že jej britská vláda nejspíše nebude moci deportovat do Íránu po jeho propuštění, protože by tam mohl čelit mučení nebo popravě, a dost možná bude nucena poskytnout mu politický azyl. Policejní komisař Trevor, který byl na stráži, když byla ambasáda obsazena, to ostře odsoudil, ale jeden z rukojmí se pro BBC vyjádřil takto:
„Ano, já osobně mu odpouštím. Myslím si, že byl potrestán, a to dostatečně.“
Zpravodajské vysílání postavilo do středu pozornosti reportérku Kate Adieovou. Byl to všeobecně velký průlom pro ženy – novinářky, protože do té doby byly válečné zóny a ostatní vyhrocené oblasti výlučnou záležitostí mužských reportérů. Jako hlavní odpolední reportér BBC byla Adieová prvním na místě, když jednotky SAS zaútočily na ambasádu. BBC přerušila vysílání z Mistrovství světa ve snookeru a Adieová se hlásila živě a improvizovaně před jedním z největších publik v dějinách zpráv, a přitom se krčila za dveřmi od auta. Při délce čtyřiceti pěti minut se v té době jednalo o nejdelší „bleskovou zprávu“ na britské televizi.